# Cro Inis
Cro Inis är en ö i republiken Irland.   Den ligger i provinsen Leinster, i den centrala delen av landet, 80 km väster om huvudstaden Dublin.